# Azinus

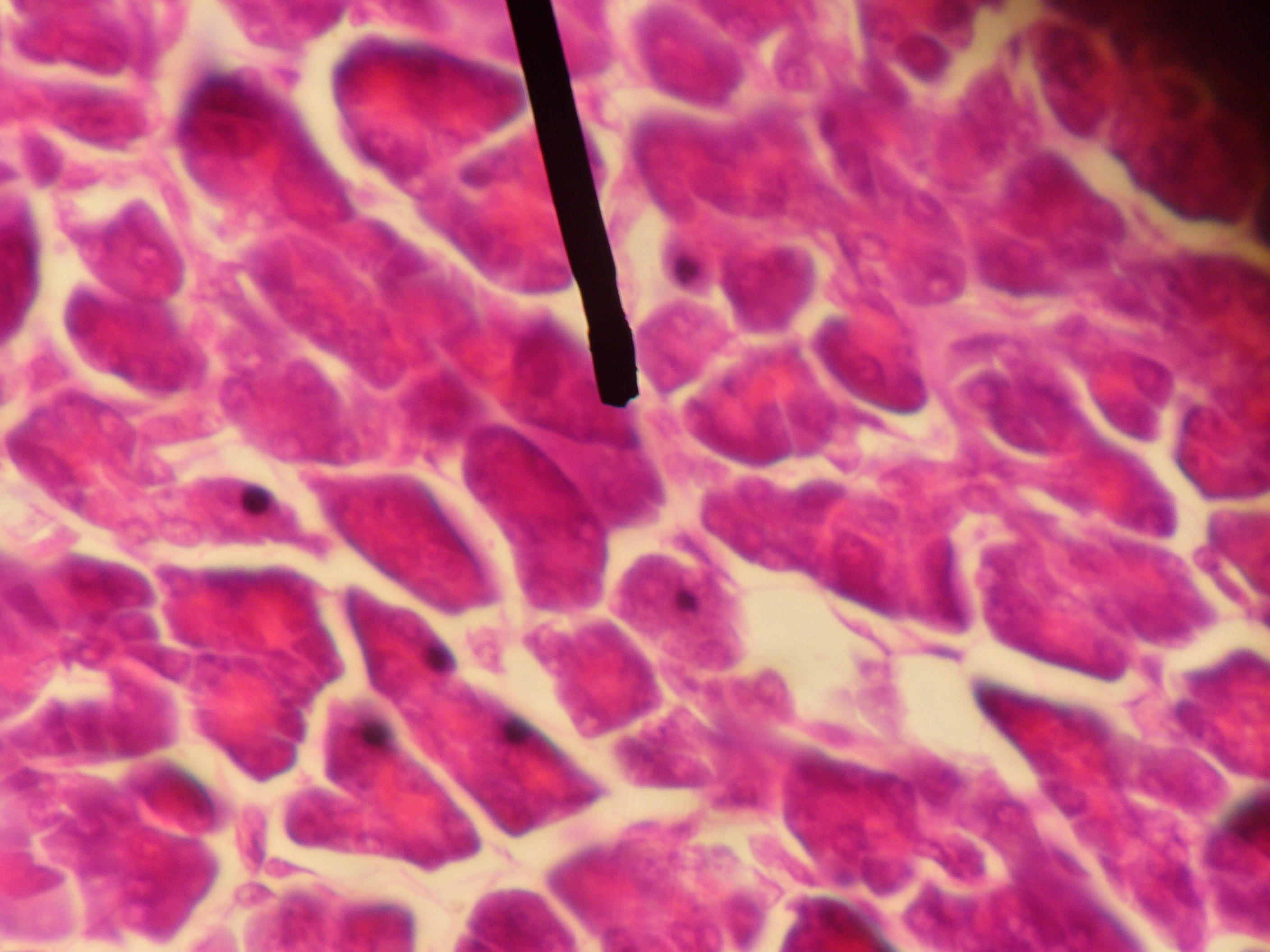
Menschliche Azinuszellen

Schema eines Azinus der Bauchspeicheldrüse

Azinus oder Acinus (von lateinisch acinus „(kleinere) Beere“, „Traube“, „Traubenbeere“, „Weinbeere“, „[Fruchtkern der] Weintraube“; Plural acini) ist der lateinische Ausdruck für Drüsenbeere, also das beerenförmige Endstück (sero)muköser Drüsengänge, in dem das Sekret produziert wird. Charakterisiert ist es durch große und dichte Epithelzellen mit engem Lumen. In der Lunge wird als Azinus der feingewebliche Bereich bezeichnet, in welchem der Sauerstoffaustausch stattfindet. 

## Drüsen
Bei seromukösen Drüsen (z. B. Glandula submandibularis) kann es vorkommen, dass ein sogenannter (von) Ebnerscher Halbmond (ein 1872 von Viktor von Ebner-Rofenstein beschriebenes seröses Endstück) dem mukösen Tubulus aufsitzt.
Azini kommen vor allem in den Speicheldrüsen sowie in Leber, Lunge und Bauchspeicheldrüse vor.

## Lunge
Ausgehend vom Bronchiolus terminalis wandeln sich die Atemwege zu den Bronchioli respiratorii, in welchen schon Lungenbläschen in der Wand zu finden sind. Weiter verkleinern sich die Atemwege zu den Ductus alveolares. Diese öffnen sich dann final in die Sacculi alveolares. Man bezeichnet das Gewebe und alle Luftwege und Alveolen, die einem einzigen Bronchiolus terminalis zuzuordnen sind, als Lungenazinus. Ab den Bronchioli respiratorii findet Gasaustausch statt. Der Azinus ist der Ort des Gasaustauschs, hat aber durch seine Epithelien, welche das Surfactant produzieren, auch Eigenschaften einer Drüse.